# François Kamano
François Kamano (* 1. Mai 1996 in Kindia) ist ein guineischer Fußballspieler.

## Laufbahn im Verein
Kamano wuchs zunächst in Kindia auf und kam 2010 aus Gründen seiner Ausbildung sowie seiner Weiterentwicklung im Fußball in die guineische Hauptstadt Conakry, wo er sich dem Satellite FC anschloss. Im Verlauf der Spielzeit 2012/13 wurde der Jugendliche bereits in dessen Seniorenmannschaft eingesetzt und spielte für den Erstligisten eine nicht unerhebliche Rolle zum Erreichen des zweiten Tabellenplatzes. Auf diesem Weg geriet er in den Fokus europäischer Talentscouts und durfte sich beim AIK Solna, beim FC Villarreal und beim Stade Rennes präsentieren. Letztlich war es der französische Erstligist SC Bastia von der Insel Korsika, der ihn im Januar 2014 probeweise in seine Reservemannschaft aufnahm. Im darauffolgenden Sommer wurde bekannt, dass der damals 18-Jährige bei dem Profiklub einen Vierjahresvertrag erhält. Die fällige Ablösesumme an den Satellite FC wird auf 250.000 Euro geschätzt.
Zu seinem Debüt in der höchsten französischen Spielklasse kam er am 9. August 2014, als er bei einem 3:3 gegen Olympique Marseille in der 81. Minute eingewechselt wurde. In der nachfolgenden Zeit fand er sich zumeist auf der Position des Rechtsaußen ein und wurde als solcher regelmäßig aufgeboten. Dabei offenbarte er sowohl seine physische Stärke als auch Qualitäten im Dribbling, wogegen auf der anderen Seite eine Reihe von Ballverlusten stehen. 2016 wechselte er für eine geschätzte Ablösesumme von 2,5 Millionen Euro zum Ligarivalen Girondins Bordeaux.

## Nationalmannschaft
Kurz nach seinem 17. Geburtstag debütierte Kamano am 6. Juli 2013 bei einer 1:3-Niederlage gegen Mali für die guineische Nationalelf. Zu regelmäßige weitere Berufungen erfolgten zunächst nicht, bis er in den Kader zur Afrikameisterschaft 2015 aufgenommen wurde. Im Verlauf des Turniers wurde er zwei Mal aufgeboten und erreichte mit seinem Team das Viertelfinale. In der Folge wurde er regelmäßig in die Nationalelf berufen, so auch zur Afrikameisterschaft 2017.